# Hygrophila richardsiae
Hygrophila richardsiae är en akantusväxtart som beskrevs av Vollesen. Hygrophila richardsiae ingår i släktet Hygrophila och familjen akantusväxter. Inga underarter finns listade i Catalogue of Life.